# 計都
計都（Ketu）是古代印度天文學名詞，原本指月球之遠地點，為月行最遲之處。後來，這定義在古中國天文學中為月孛所繼承，計都的定義就變作月球軌道與黃道的升交點（據沈括）或降交點（據湯若望），這是月球穿越黄道的交會點，見黃白交點／月球交點。
計都與羅㬋、日、月、水星、火星、木星、金星、土星合称九曜；同時也是中國古代天文學中七政四餘的四餘之一。